# 特爾韋爾峰

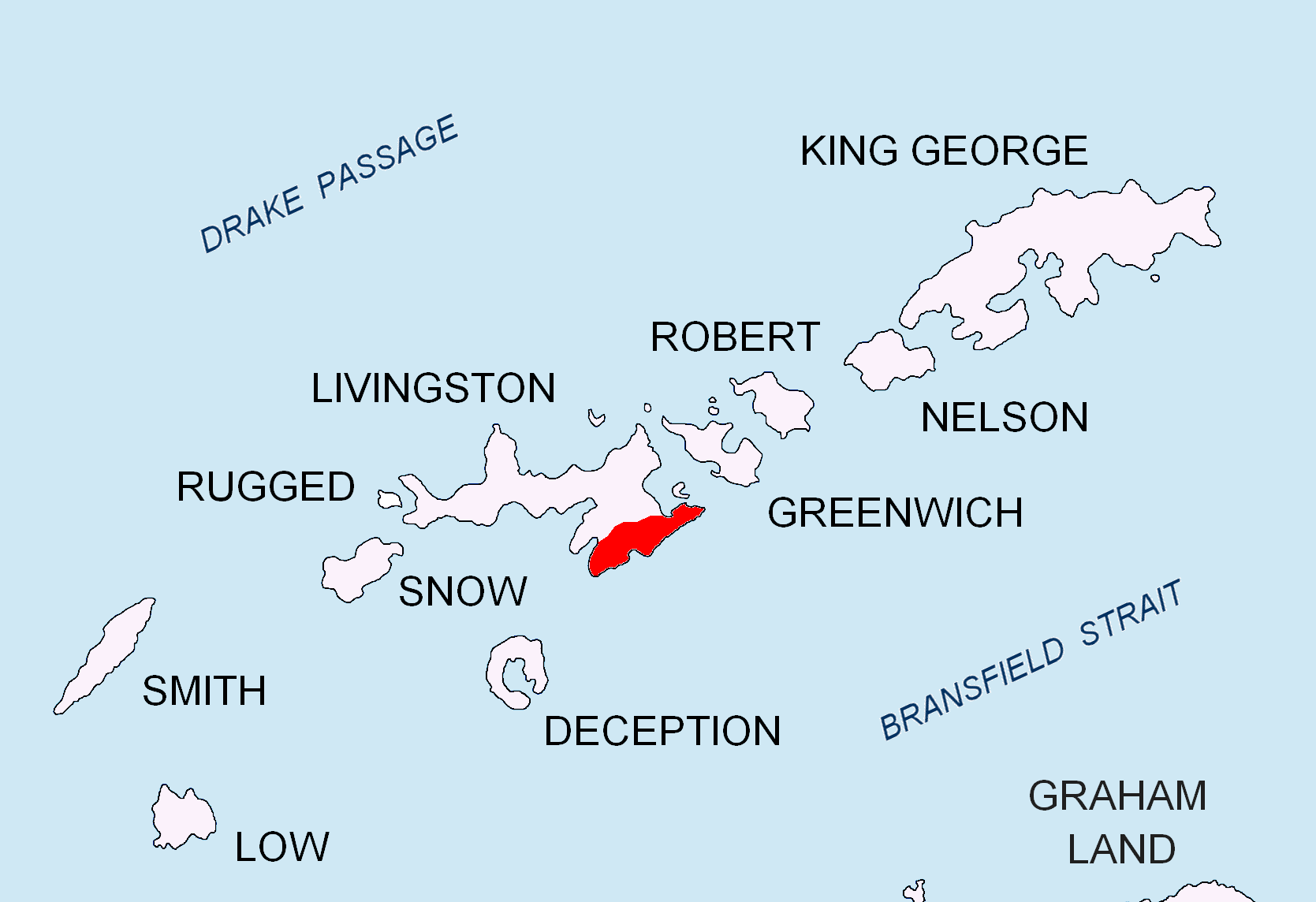

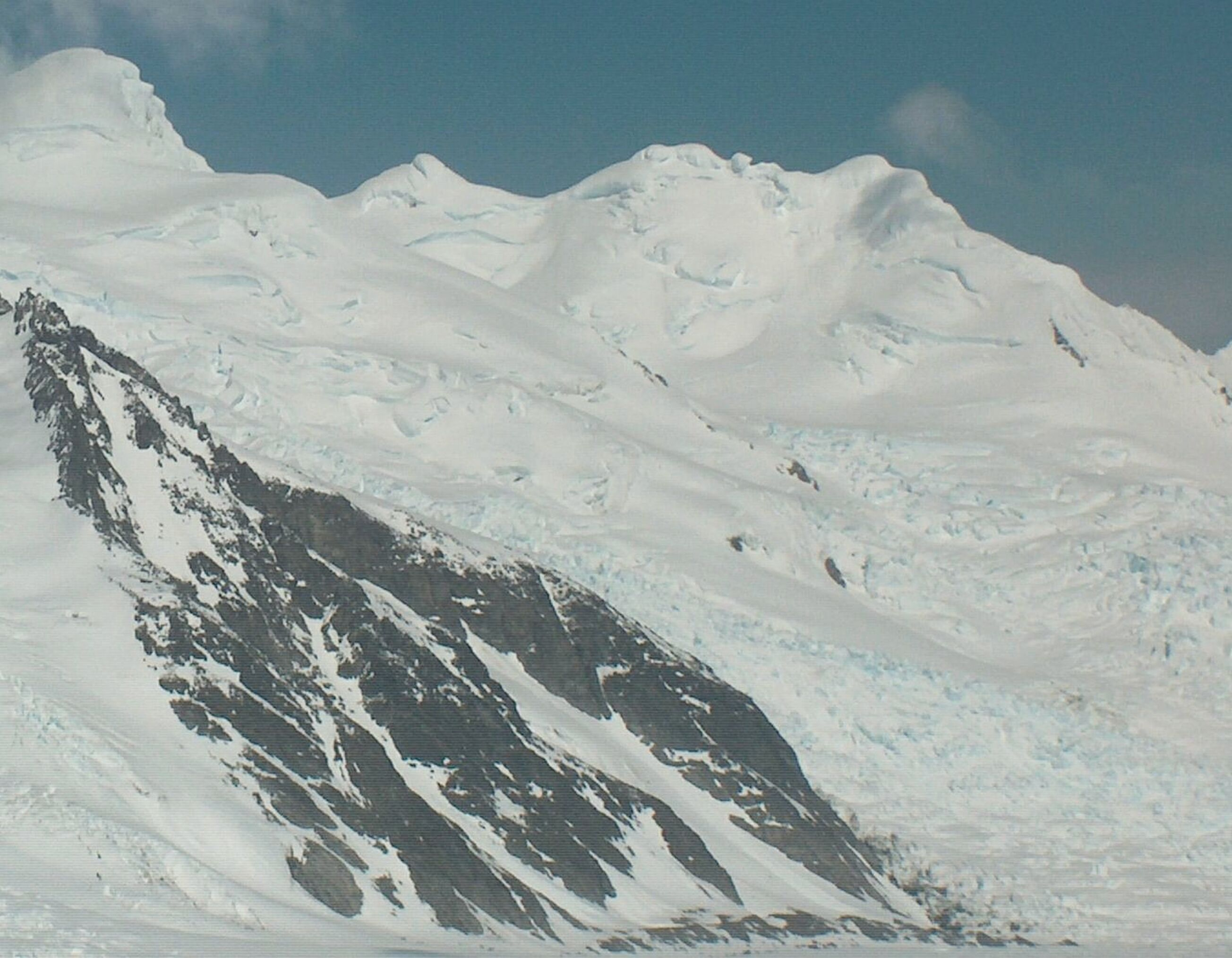

特爾韋爾峰（英語：Tervel Peak）是南極洲的山峰，位於南設得蘭群島的利文斯頓島，屬於弗里斯蘭嶺的一部分，海拔高度810米，處於聖梅多迪烏斯峰以西1.19公里、舒門峰西北面1.65公里和卡內蒂峰東北面2.66公里。

## 外部連結
- SCAR Composite Gazetteer of Antarctica（页面存档备份，存于）.